# 萊切湖
22°12′33″N 78°37′17″W / 22.20917°N 78.62139°W

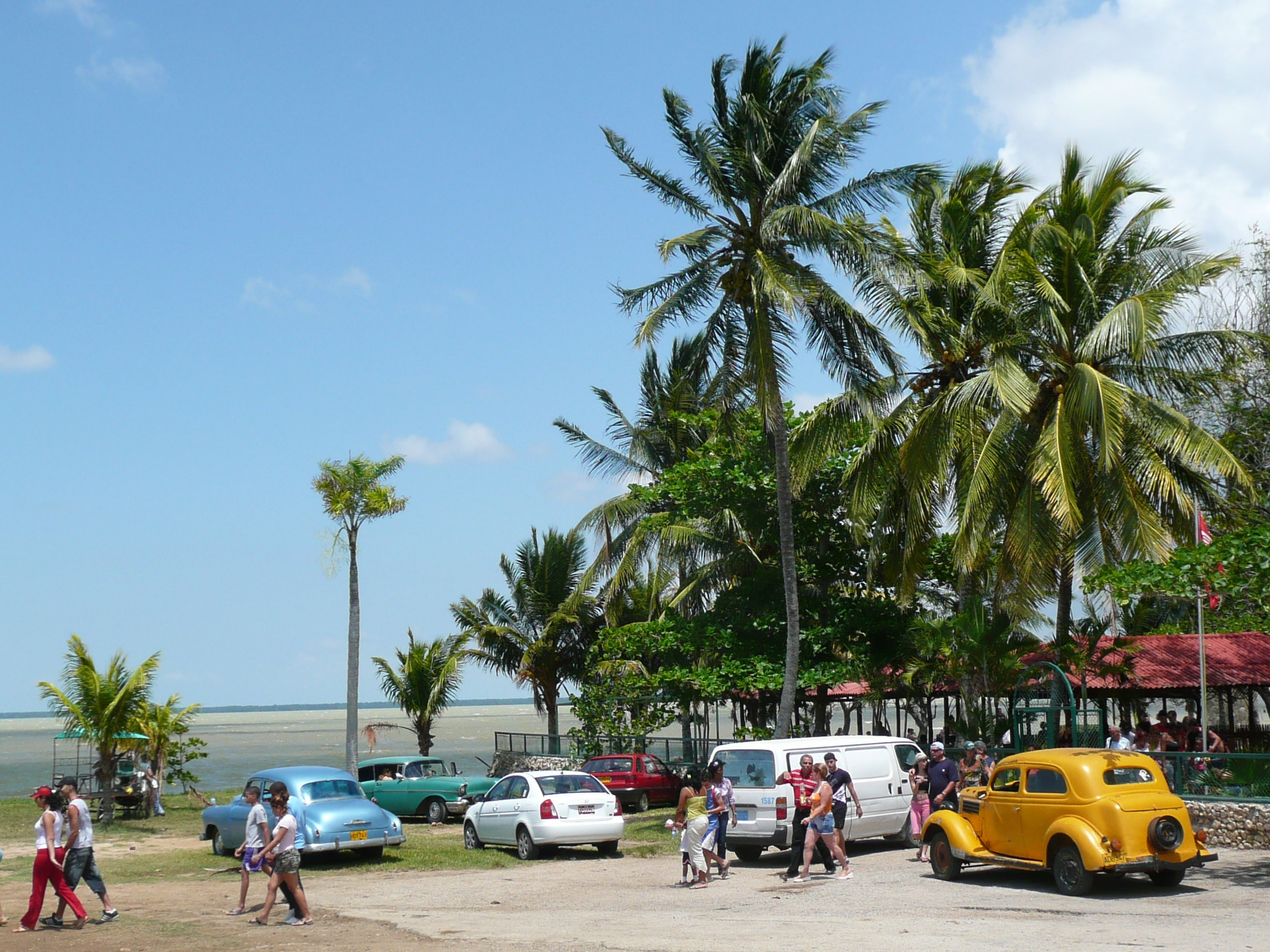

萊切湖是古巴的淡水湖，位於該國北部，距離莫隆5公里，由謝戈德阿維拉省負責管轄，長14公里、寬7.7公里，面積67平方公里，海拔高度1米。